# Operacija Bogomoljka
Operacija Bogomoljka (eng. izvornik Operation Praying Mantis) je bila vojna operacija u iračko-iranskom ratu. 

## Vanjske poveznice
- Operation Praying Mantis photos:  U.S. ships, assault on Sassan platform, Sahand afire
- Operation Praying Mantis video news clip produced by Navy public affairs, aired 30 April 1988
- Attack Squadron 95  Arhivirana inačica izvorne stranice od 13. veljače 2007. (Wayback Machine)